# 滩坑水库
滩坑水库位于中国浙江省丽水市青田县和景宁畲族自治县境内，坝址位于青田县北山镇，是以发电、防洪为主，兼有养殖、航运等功能的大（一）型水库，也是浙江省第二大人工湖。2008年开始下闸蓄水，2009年并网发电。2010年，为发展旅游业，丽水市公开为水库征名，最后定名为千峡湖。